# Thuya
Thuja
Pour l’article ayant un titre homophone, voir Tuya.
Genre
Classification phylogénétique
Espèces de rang inférieur
- Thuja koraiensis
- Thuja occidentalis
- Thuja plicata
- Thuja standishii
- Thuja sutchuenensis

Les thuyas (Thuja), appelés aussi cèdres au Canada, sont un genre de conifères de la famille des cupressacées, originaires des régions tempérées de l'hémisphère nord. Plusieurs espèces sont cultivées comme arbres d'ornement.
Ces arbres sont surnommés, en Amérique du Nord, Arbor vitae (« arbre de la vie » en latin) pour leur feuillage pérenne.
« Thuya » vient du grec ancien θυία / thuía (signifiant « offrir en sacrifice »), dérivé de θύον / thúon (signifiant « bois parfumé ») . Il se prononce donc thu-ya et non comme tuyau.

## Classification
Le genre Thuja compte cinq espèces :
- Thuja koraiensis Nakai - Thuya de Corée
- Thuja occidentalis L. - Thuya occidental ou Thuya du Canada
- Thuja plicata Donn ex D. Don - Thuya géant ou Thuya géant de Californie
- Thuja standishii (Gordon) Carrière - Thuya du Japon
- Thuja sutchuenensis Franch. - Thuya du Sichuan

Un hybride entre Thuja standishi et Thuja plicata est connu comme le cultivar Thuja 'Green Giant'.
Une autre espèce, le Thuya de Chine (Thuja orientalis), est maintenant classé dans un genre à part, Platycladus, sous le nom de Platycladus orientalis.
Le plus proche parent du genre Thuja semble être l'espèce Thujopsis dolabrata, qui s'en distingue par son feuillage plus épais et ses cônes plus gros.

## Caractéristiques générales

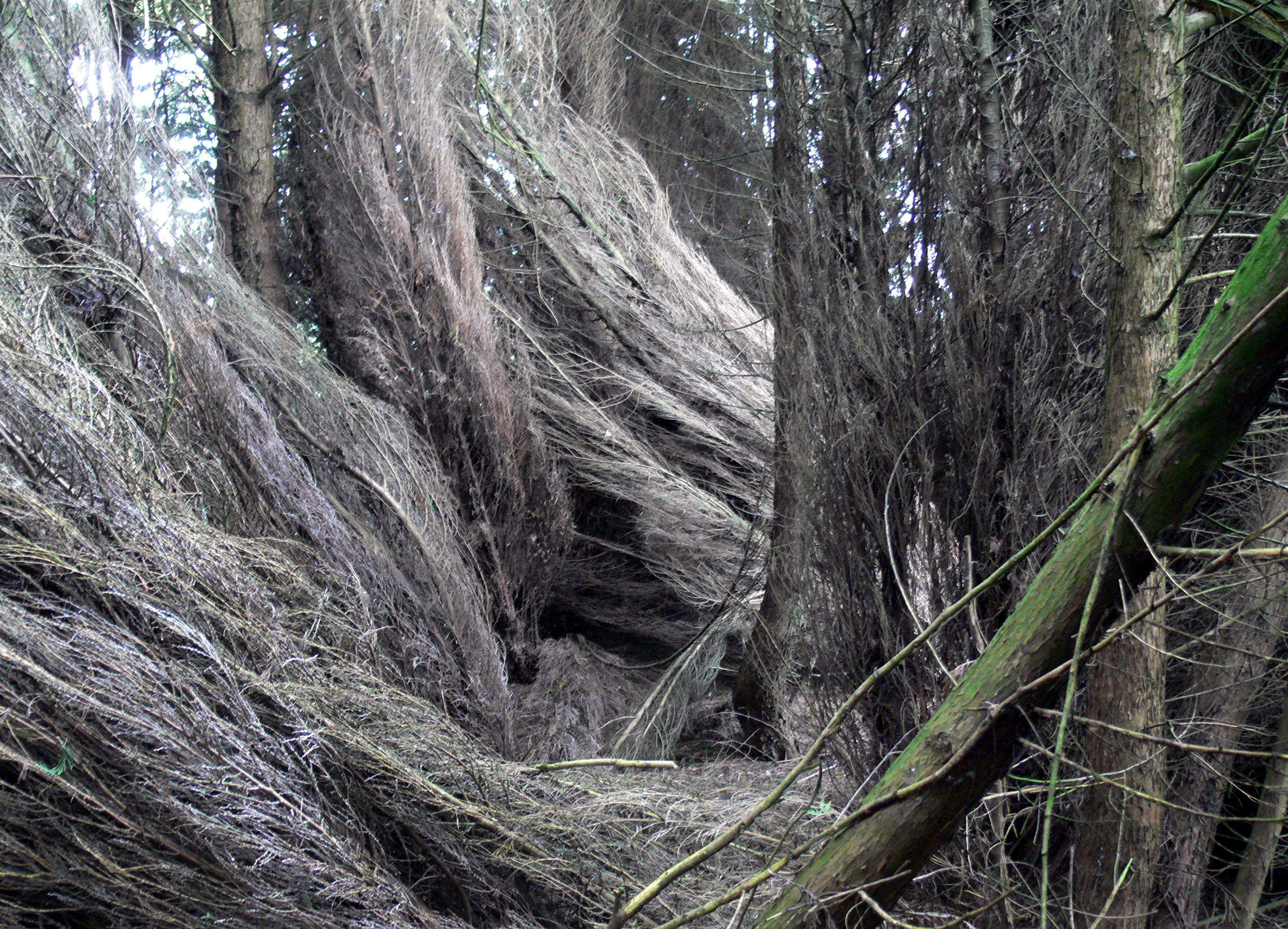
Chablis de Thuyas dans une pépinière abandonnée.
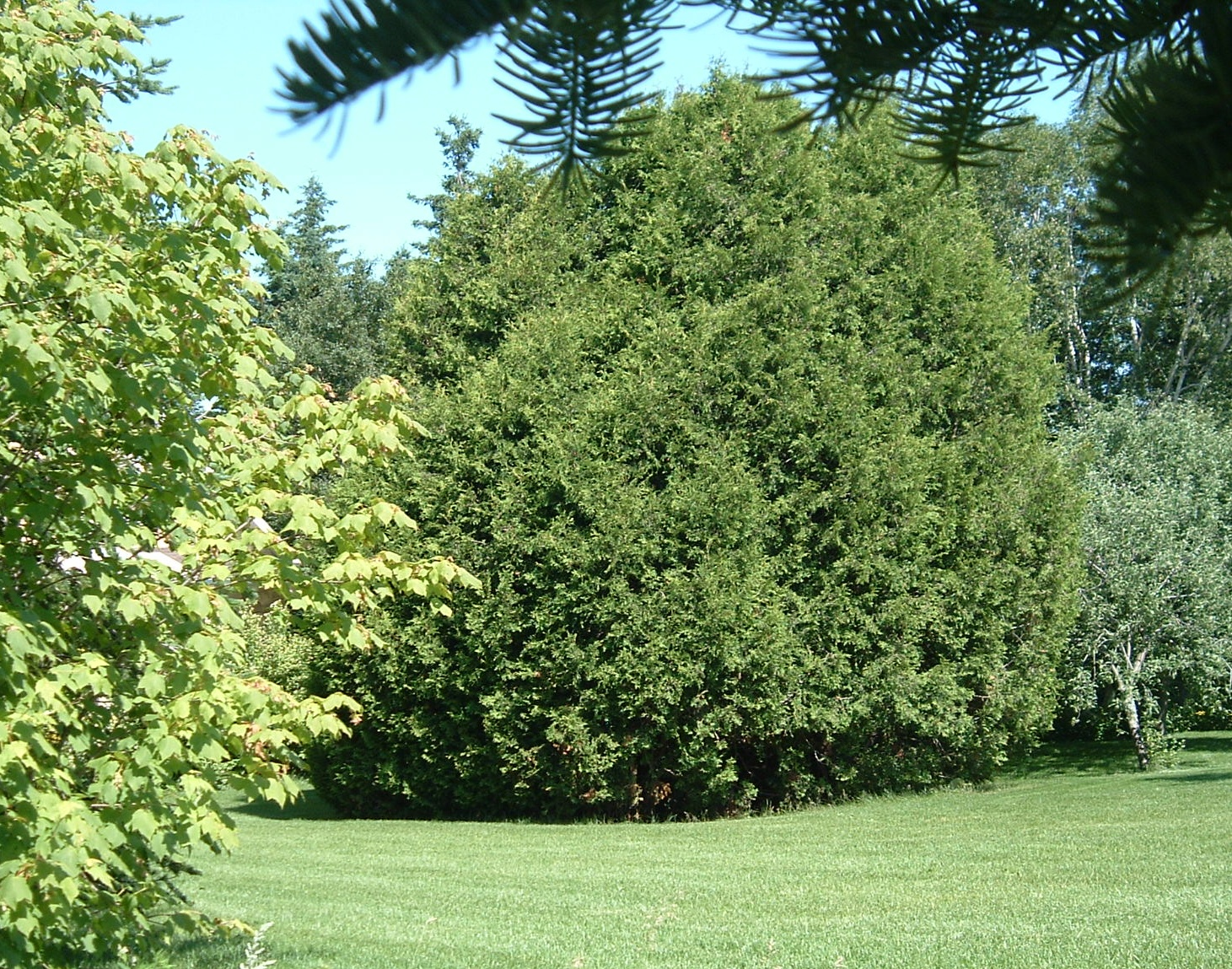
Bouquet de Thuyas, Bas Saint-Laurent, Québec. Âge approximatif 80 ans
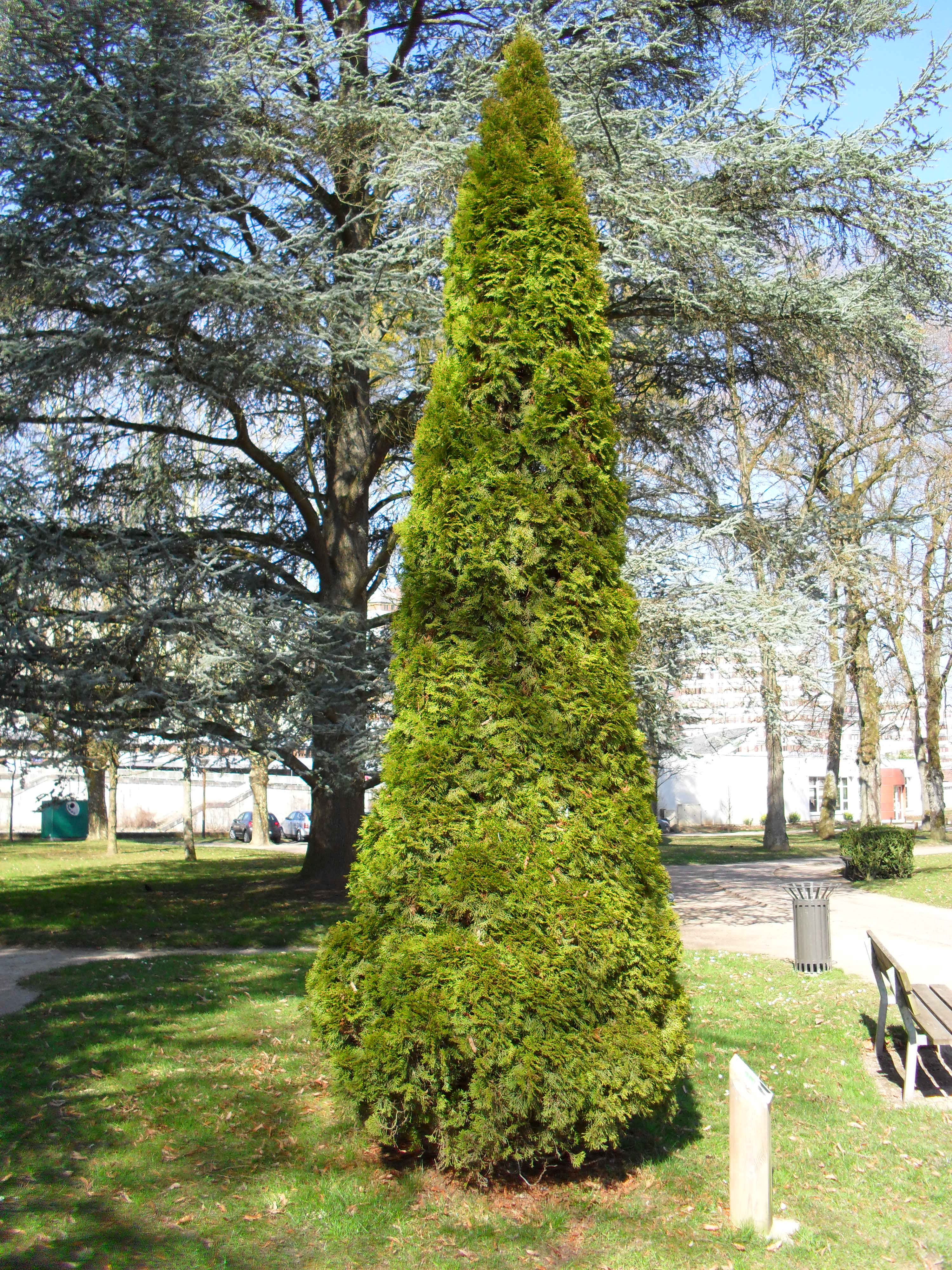
Une variété émeraude du Thuja occidentalis au parc arboretum municipal d'Épinal
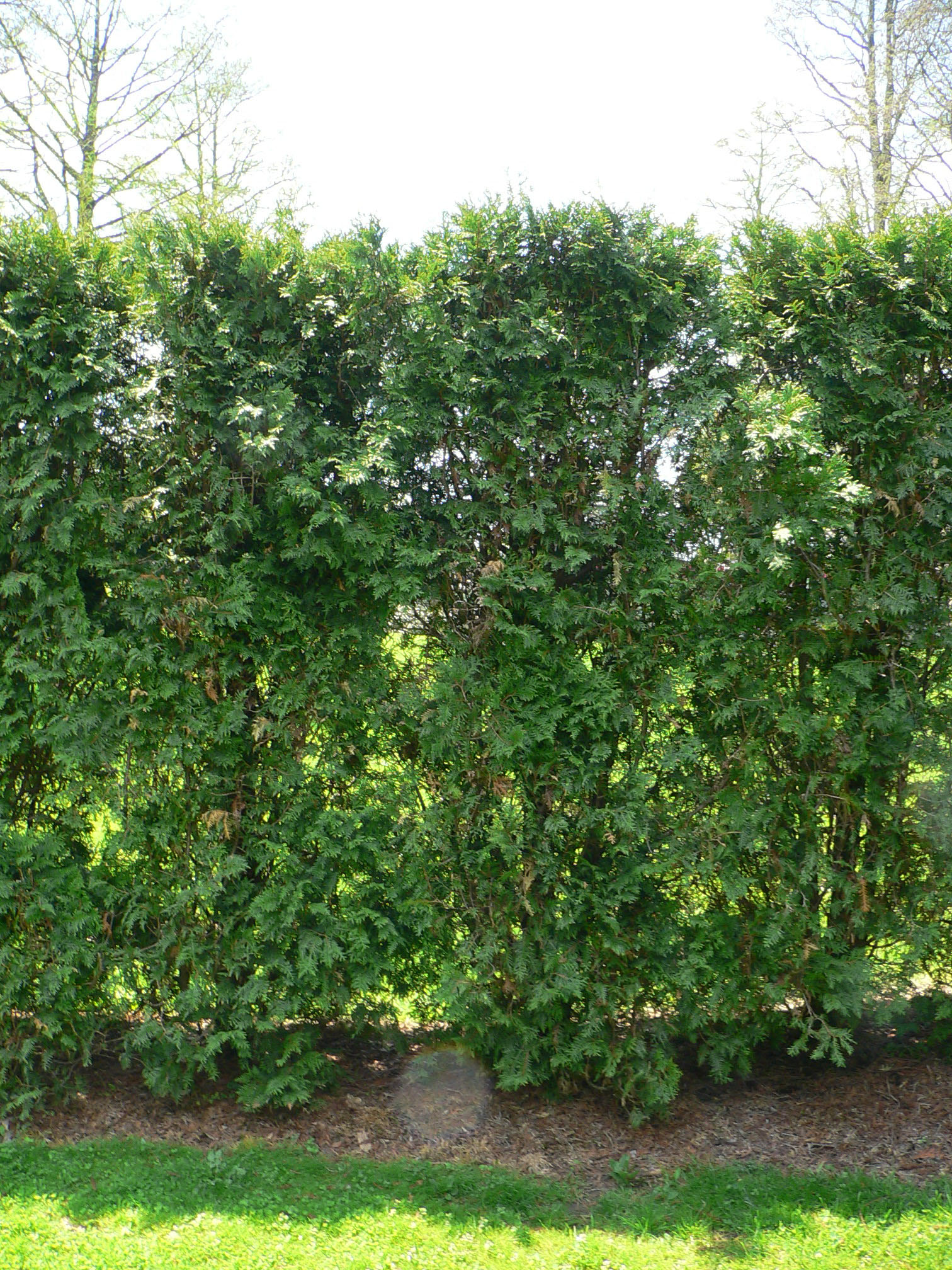
Haie de Thuja occidentalis

Les thuyas sont des arbres toujours verts, qui ressemblent beaucoup aux faux-cyprès du genre Chamaecyparis, mais s'en distinguent par une flèche dressée très peu ramifiée à l’extrémité.
Les feuilles, persistantes sont opposées et en formes d'écailles, sauf les jeunes pousses qui ont un feuillage juvénile en aiguilles.
Les écailles sont disposées sur quatre rangs le long des rameaux. Ceux-ci sont aplatis et paraissent comme articulés.
Les cônes mâles, petits et peu visibles, se trouvent à l'extrémité des rameaux. Les cônes atteignent à maturité une taille de 15 à 20 mm de diamètre. Ils sont formés de 6 à 12 écailles opposées, coriaces, imbriquées.
Le bois des thuyas est très léger, tendre et aromatique.

## Maladies et parasites

### Pathologies
Les thuyas sont très résistants aux champignons. Certaines variétés, comme T. occidentalis 'Smaragd' et T. occidentalis 'Fastigiata', sont sensibles au Phomopsis, un champignon qui attaque le feuillage.

### Insectes nuisibles
Les différentes espèces de thuyas hébergent des insectes ravageurs, dont les larves se nourrissent des feuilles, notamment des lépidoptères dont Epirrita autumnata, Ectropis crepuscularia (la boarmie crépusculaire) et Eupithecia pusillata (l'eupithécie chétive).

## Les thuyas et l'être humain

### Utilisation
Le bois de thuya peut se fendre facilement et résiste particulièrement bien à la pourriture. Ce bois est vendu sous la dénomination commerciale de red cedar. Il a trouvé de nombreuses applications depuis la fabrication de coffres qui repoussent les mites jusqu'aux bardeaux de couverture. Les planches de Thuja plicata sont utilisées comme revêtement mural. Les troncs de thuya sont souvent employés pour faire des poteaux et barres de clôture.
Le feuillage des thuyas est riche en vitamine C et fut utilisé comme remède contre le scorbut par les Amérindiens et par les premiers explorateurs européens. Lors de leur hivernage de 1535-1536 à Stadaconé, Jacques Cartier et ses compagnons sont réputés avoir été guéris du scorbut par les Amérindiens au moyen de tisanes de thuya.
L'huile essentielle de thuya obtenue à partir des rameaux, est utilisée contre les verrues et pour dégager les voix respiratoires.
En urbanisme, l'utilisation du thuya comme pare-vue en bordure de propriété lui a valu le surnom de « béton vert », en raison du caractère radical de la démarche : plantés à faibles intervalles et taillés en haie, les thuyas finissent par former une muraille compacte et sans fioritures. Cette plante rustique est très résistante à la sécheresse et s'adapte donc très bien en haies.[réf. nécessaire]

### Toxicité et allergies
Les thuyas contiennent de la thuyone, un composé terpénique. Ce sont surtout les jeunes rameaux qui sont toxiques, mais toutes les parties aériennes en contiennent.
Bien que rarement consommés par les animaux à cause de leur goût peu appétant, les résidus de ces arbres peuvent être ingérés par inadvertance, provoquant même, une fois secs, de graves troubles du tube digestif pouvant conduire à une paralysie et à la mort. Les bovins y sont particulièrement sensibles, de même que les chevaux et les chiens.
À cause de cette toxicité, il est déconseillé de mettre les déchets de thuyas au compost.
Le pollen de ces arbres peut occasionner des allergies (rhinites et conjonctivites), y compris par l'intermédiaire du poil des animaux en contact avec les plantes.
Le contact avec les plantes épiphytes de type lichen ou hépatique qui vivent sur ces arbres, par exemple des Frullania (Jubulaceae), peuvent provoquer des dermatites humaines, attribuées à tort aux thuyas eux-mêmes.